# Elecciones presidenciales de Estados Unidos de 2024 en Oklahoma
Las elecciones presidenciales de Estados Unidos de 2024 en Oklahoma se llevaron a cabo el 5 de noviembre de 2024, como parte de las elecciones presidenciales de Estados Unidos de 2024. Los votantes de Oklahoma eligieron a los siete electores que los representarían en el Colegio Electoral mediante votación popular.
Oklahoma, un estado profundamente republicano que se encuentra completamente en el Cinturón Bíblico, no ha respaldado a un candidato presidencial demócrata desde que ganó Lyndon B. Johnson en 1964. Además, los candidatos presidenciales republicanos han ganado consistentemente en todos los condados del estado, aunque el condado de Oklahoma, hogar de la capital del estado, Oklahoma City, se decidió por poco en 2020. Se esperaba que Oklahoma fuese ganada con seguridad por Donald Trump en 2024.

## Resultados

### Generales
| Partido       | Partido       | Candidato                        | Votos     | %   |
| ------------- | ------------- | -------------------------------- | --------- | --- |
|               | Republicano   | Donald Trump                     |           |     |
|               | Demócrata     | Kamala Harris                    |           |     |
|               | Independiente | Robert F. Kennedy Jr. (retirado) |           |     |
|               | Libertario    | Chase Oliver                     |           |     |
|               | Independiente | Chris Garrity                    |           |     |
| Escritos      |               |                                  |           |     |
|               |               |                                  |           |     |
| Total         | Total         | Total                            | 1,566,173 | 100 |
| Participación |               |                                  |           |     |
| Registrados   |               |                                  |           |     |
|               |               |                                  |           |     |
| Fuente:       |               |                                  |           |     |

### Por condado
|              | Trump Republicano | Trump Republicano | Harris Demócrata | Harris Demócrata | Total       | Margen | Margen |
| Condado      | Votos             | %                 | Votos            | %                | Total       | Votos  | %      |
| ------------ | ----------------- | ----------------- | ---------------- | ---------------- | ----------- | ------ | ------ |
| Adair        | 5,860             | 80.76             | 1,289            | 17.76            | 7,256       | 4,571  | 63.00  |
| Alfalfa      | 1,891             | 87.55             | 236              | 10.93            | 2,160       | 1,655  | 76.62  |
| Atoka        | 4,832             | 85.34             | 779              | 13.76            | 5,662       | 4,053  | 71.58  |
| Beaver       |                   |                   |                  |                  | En curso... |        |        |
| Beckham      |                   |                   |                  |                  | En curso... |        |        |
| Blaine       |                   |                   |                  |                  | En curso... |        |        |
| Bryan        |                   |                   |                  |                  | En curso... |        |        |
| Caddo        |                   |                   |                  |                  | En curso... |        |        |
| Canadian     | 50,551            | 69.18             | 21,038           | 28.79            | 73,074      | 29,513 | 40.39  |
| Carter       |                   |                   |                  |                  | En curso... |        |        |
| Cherokee     |                   |                   |                  |                  | En curso... |        |        |
| Choctaw      |                   |                   |                  |                  | En curso... |        |        |
| Cimarron     |                   |                   |                  |                  | En curso... |        |        |
| Cleveland    | 67,225            | 56.35             | 49,432           | 41.44            | 119,294     | 17,793 | 14.91  |
| Coal         |                   |                   |                  |                  | En curso... |        |        |
| Comanche     |                   |                   |                  |                  | En curso... |        |        |
| Cotton       |                   |                   |                  |                  | En curso... |        |        |
| Craig        |                   |                   |                  |                  | En curso... |        |        |
| Creek        |                   |                   |                  |                  | En curso... |        |        |
| Custer       |                   |                   |                  |                  | En curso... |        |        |
| Delaware     | 14,407            | 79.56             | 3,475            | 19.19            | 18,108      | 10,932 | 60.37  |
| Dewey        | 1,984             | 89.57             | 209              | 9.44             | 2,215       | 1,775  | 80.13  |
| Ellis        | 1,585             | 87.47             | 197              | 10.87            | 1,812       | 1,388  | 76.60  |
| Garfield     |                   |                   |                  |                  | En curso... |        |        |
| Garvin       |                   |                   |                  |                  | En curso... |        |        |
| Grady        |                   |                   |                  |                  | En curso... |        |        |
| Grant        |                   |                   |                  |                  | En curso... |        |        |
| Greer        |                   |                   |                  |                  | En curso... |        |        |
| Harmon       |                   |                   |                  |                  | En curso... |        |        |
| Harper       |                   |                   |                  |                  | En curso... |        |        |
| Haskell      |                   |                   |                  |                  | En curso... |        |        |
| Hughes       |                   |                   |                  |                  | En curso... |        |        |
| Jackson      |                   |                   |                  |                  | En curso... |        |        |
| Jefferson    |                   |                   |                  |                  | En curso... |        |        |
| Johnston     |                   |                   |                  |                  | En curso... |        |        |
| Kay          |                   |                   |                  |                  | En curso... |        |        |
| Kingfisher   |                   |                   |                  |                  | En curso... |        |        |
| Kiowa        |                   |                   |                  |                  | En curso... |        |        |
| Latimer      |                   |                   |                  |                  | En curso... |        |        |
| Le Flore     |                   |                   |                  |                  | En curso... |        |        |
| Lincoln      |                   |                   |                  |                  | En curso... |        |        |
| Logan        |                   |                   |                  |                  | En curso... |        |        |
| Love         |                   |                   |                  |                  | En curso... |        |        |
| Major        |                   |                   |                  |                  | En curso... |        |        |
| Marshall     |                   |                   |                  |                  | En curso... |        |        |
| Mayes        |                   |                   |                  |                  | En curso... |        |        |
| McClain      |                   |                   |                  |                  | En curso... |        |        |
| McCurtain    |                   |                   |                  |                  | En curso... |        |        |
| McIntosh     |                   |                   |                  |                  | En curso... |        |        |
| Murray       |                   |                   |                  |                  | En curso... |        |        |
| Muskogee     |                   |                   |                  |                  | En curso... |        |        |
| Noble        |                   |                   |                  |                  | En curso... |        |        |
| Nowata       |                   |                   |                  |                  | En curso... |        |        |
| Okfuskee     |                   |                   |                  |                  | En curso... |        |        |
| Oklahoma     | 143,618           | 49.71             | 138,769          | 48.03            | 288,923     | 4,849  | 1.68   |
| Okmulgee     |                   |                   |                  |                  | En curso... |        |        |
| Osage        |                   |                   |                  |                  | En curso... |        |        |
| Ottawa       |                   |                   |                  |                  | En curso... |        |        |
| Pawnee       |                   |                   |                  |                  | En curso... |        |        |
| Payne        |                   |                   |                  |                  | En curso... |        |        |
| Pittsburg    |                   |                   |                  |                  | En curso... |        |        |
| Pontotoc     |                   |                   |                  |                  | En curso... |        |        |
| Pottawatomie |                   |                   |                  |                  | En curso... |        |        |
| Pushmataha   |                   |                   |                  |                  | En curso... |        |        |
| Roger Mills  |                   |                   |                  |                  | En curso... |        |        |
| Rogers       | 35,942            | 76.63             | 10,146           | 21.63            | 46,902      | 25,796 | 55.00  |
| Seminole     |                   |                   |                  |                  | En curso... |        |        |
| Sequoyah     |                   |                   |                  |                  | En curso... |        |        |
| Stephens     |                   |                   |                  |                  | En curso... |        |        |
| Texas        |                   |                   |                  |                  | En curso... |        |        |
| Tillman      |                   |                   |                  |                  | En curso... |        |        |
| Tulsa        | 145,241           | 56.53             | 106,105          | 41.30            | 256,939     | 39,136 | 15.23  |
| Wagoner      | 28,487            | 73.99             | 9,330            | 24.23            | 38,501      | 19,157 | 49.76  |
| Washington   |                   |                   |                  |                  | En curso... |        |        |
| Washita      |                   |                   |                  |                  | En curso... |        |        |
| Woods        |                   |                   |                  |                  | En curso... |        |        |
| Woodward     | 6,231             | 85.22             | 967              | 13.22            | 7,312       | 5,264  | 72.00  |